# Calcarius
Ne doit pas être confondu avec Calcareus.
Genre
Calcarius est un genre de passereaux de la famille des Calcariidae. Les espèces de ce genre étaient auparavant appelées bruants mais sont désormais des plectrophanes.

## Liste d'espèces
Selon la classification du Congrès ornithologique international (version 2.6, 2010) :
- Calcarius lapponicus (Linnaeus, 1758) — Plectrophane lapon
- Calcarius ornatus (J. K. Townsend, 1837) — Plectrophane à ventre noir
- Calcarius pictus (Swainson, 1832) — Plectrophane de Smith